# Oncocnemis gerdis
Oncocnemis gerdis là một loài bướm đêm trong họ Noctuidae.